# Бахта (Алтайский край)
Бахта — село в Ельцовском районе Алтайского края России. Входит в состав Пуштулимского сельсовета.

## География
село находится в восточной части региона, по реке Большая Бахта.
Уличная сеть
села состоит из пятерых географических объектов: Береговая ул., Геологическая ул., Новокузнецкая ул., Новокузнецкий пер., Черниговская ул.
Климат
Средняя температура января составляет −17 °C, июля — +18,4 °C. Годовое количество осадков составляет 496 мм.

## Население
| 1997 | 1998 | 1999 | 2000 | 2001 | 2002 | 2003 | 2004 | 2005 |
| ---- | ---- | ---- | ---- | ---- | ---- | ---- | ---- | ---- |
| 29   | →29  | ↗33  | ↗34  | →34  | ↘32  | →32  | ↗34  | ↘31  |
| 2006 | 2007 | 2008 | 2009 | 2010 | 2011 | 2012 | 2013 |      |
| ↘30  | ↘28  | ↘27  | ↘26  | ↗27  | ↘26  | ↗27  | ↗30  |      |

Национальный состав
Согласно результатам переписи 2002 года, в национальной структуре населения русские составляли 91 % от 35 чел, фактически — кряшены.

## Инфраструктура
Социальные услуги жители получают в ближайших населённых пунктах.

## Транспорт
Село доступно автомобильным транспортом.
Подходит автодорога «подъезд к с. Бахта» (идентификационный номер 01 ОП МЗ 01Н-1008).